# Związek termolabilny
Związek termolabilny – związek chemiczny wrażliwy na wysoką temperaturę. Po poddaniu go wysokiej temperaturze ulega rozkładowi lub traci aktywność biologiczną. Do związków termolabilnych zaliczamy białka, kwasy nukleinowe (denaturacja DNA), pochodne nukleozydów i in. Większość białek, między innymi pod wpływem temperatury, ulega denaturacji, dlatego do ich zagęszczania i suszenia stosuje się liofilizację. Wyjątkiem są tu ekstremozymy występujące u organizmów hipertermofilnych.